# Solon Irving Bailey
Solon Irving Bailey, född den 29 december 1854 i Lisbon, New Hampshire, död den 5 juni 1931 i Norwell, Massachusetts, var en amerikansk astronom.
Bailey var Doctor of Science och var större delen av sin tid, fram till 1925, knuten till Harvard College Observatory som Phillips Professor of Astronomy. Han utförde ett mycket stort observationsarbete, huvudsakligen med hänsyn till variabla stjärnor, dels på själva Harvardobservatoriet och dels på Harvards sydliga station i Arequipa i Peru, som Bailey 1889 var med om att upprätta, och för vilken han under längre tid fungerade som chef. Bailey var den förste, som påvisade, att det fanns föränderliga stjärnor i de klotformiga stjärnhoparna, och undersökte också fördelningslagen för stjärnor i klotformiga hopar. Hans arbeten publicerades i Annals of the Harvard College Observatory.
Den 30 juni 1902 upptäckte han asteroiden 504 Cora.